# Stefan Schäfer
Stefan Schäfer (Forst, 6 januari 1986) is een Duits weg- en baanwielrenner. 
Hij reed in 2007 voor het Duitse LKT Team Brandenburg. Op het WK baanwielrennen voor Junioren in 2004 in Los Angeles, won Schäfer samen met Patrick Gretsch, Sascha Damrow en Matthias Hahn de zilveren medaille in de ploegenachtervolging. Datzelfde jaar won hij op de weg zowel het Junior Wereldkampioenschap, en brons op het Duits kampioenschap in de individuele tijdrit; hij werd ook vice-Duits kampioen in de wegwedstrijd en won de junior wedstrijd rond Eisenhuettenstadt. 
In 2005 behaalde hij in de U-23 klasse de derde plaats op het Duitse kampioenschap tijdrijden. In 2006 behaalde hij op de Duitse kampioenschappen  de vierde plaats, en de derde plaats in 2007. In de 2006 Road Cycling World Championship in Salzburg was hij zesde.
Bij de Duitse baankampioenschappen in 2010 in Cottbus won Schäfer de titel in de individuele achtervolging en ook op het onderdeel ploegenachtervolging.

## Overwinningen

### Weg
2008
1e etappe Ronde van Thüringen
2009
Memoriał Henryka Łasaka
2010
2e etappe Ronde van Servië
5e etappe Ronde van Bulgarije
2011
4e etappe Cinturón Ciclista Internacional A Mallorca
3e en 4e etappe Ronde van Griekenland
Eindklassement Ronde van Griekenland
2014
3e etappe Istrian Spring Trophy

### Baan
2009
 Duits Kampioen, Ploegenachtervolging (met Robert Bartko, Johannes Kahra en Roger Kluge)
2010
 Duits Kampioen, Ploegenachtervolging (met Robert Bartko, Henning Bommel en Johannes Kahra)
2011
 Duits Kampioen, Ploegenachtervolging (met Nikias Arndt, Henning Bommel en Franz Schiewer)
2013
 Duits Kampioen, Achtervolging
 Duits Kampioen, Ploegenachtervolging (met Felix Donath, Roger Kluge en Franz Schiewer)
Caruso (tot 30/06) ·
Ciolek ·
De Vocht ·  
Eichler ·
Förster ·
M. Fothen ·
T. Fothen ·
Fröhlinger ·
Gajek ·
Gerdemann ·
Kluge ·
Knaven (tot 15/08) ·
Knees ·
Nerz ·
Roberts ·
Roels ·
Rohregger ·
Russ ·
Schröder ·
Sentjens (tot 31/08) ·
Stroetinga ·
Terpstra ·
Voss ·
Wegmann ·
Wrolich ·
Schäfer (stagiair) ·
Weicht (stagiair)
Domínguez · Fiedler · Forberger · Forke · Fothen · Fuchs · Heinze · Hooghiemster · Mayer · Menville · Obst · Radochla · Schädlich · Schäfer · Schmeiser · Thömel
Baldauf · Bonnin · Fiedler · Forberger · Forke · Fothen · Fuchs · Hooghiemster · Menville · Schäfer · Schmeiser · Schweizer · Thömel